# Hans-Caspar Kreuger
Hans-Caspar Kreuger, född 5 oktober 1902 i Aringsås socken, Allbo härad, död 15 augusti 1977 i Buenos Aires, var en svensk SS-Untersturmführer och krigskorrespondent. Han var son till godsägaren Vilhelm Adolf Kreuger (1858-1926) och Sofia Hydin (född 1869 i Linköping) Kreuger tjänstgjorde bland annat i SS-Standarte Kurt Eggers.

## Finska vinterkriget och Waffen-SS
Hans-Caspar Kreuger anmälde sig som frivillig till finska vinterkriget men då Kreuger anlände var kriget i stort sett redan över. När Operation Barbarossa inleddes anmälde sig Kreuger till Waffen-SS via rekryteringskontor i Norge. 
Efter examen från SS officersskola i Bad Tölz tjänstgjorde han i 5. SS-Panzer-Division Wiking och deltog bland annat i Korsun-Tjerkassy-fickan vintern 1944. Efter att ha ignorerat order om att evakueras västerut stred Kreuger istället med 11. SS Panzergrenadier-Division-Nordland.
I april 1945 tog Kreuger sig an sin sista uppgift i Waffen-SS regi då han anslöt sig till 33. Waffen-Grenadier-Division der SS Charlemagne i striderna om Berlin. Efter Tysklands kapitulation hamnade Kreuger i amerikansk fångenskap men lyckades fly därifrån och tog sig tillsammans med fyra andra skandinaviska SS-frivilliga till Argentina där han levde fram till sin död 1977. Kreuger tog sig dock ofta till Europa för att delta på återföreningar för veteraner ur Waffen-SS.

## Via Nord
I Buenos Aires startade Kreuger resebyrån Via Nord som fungerade som en form av täckmantel för en välorganiserad flyktingsmuggling av nazister som flydde från Europa. Förutom biljetter ordnade Kreuger även visum, bostad och arbete åt flyktingarna. En välkänd person som Via Nord och Kreuger hjälpte till Sydamerika var österrikaren SS-Oberscharführer Josef Schwammberger, kommendant i Przemysls getto 1942–1944 och dömd krigsförbrytare. 

## Död
Hans-Caspar Kreuger omkom i en bilolycka i Buenos Aires 1977.